# Varnsdorf

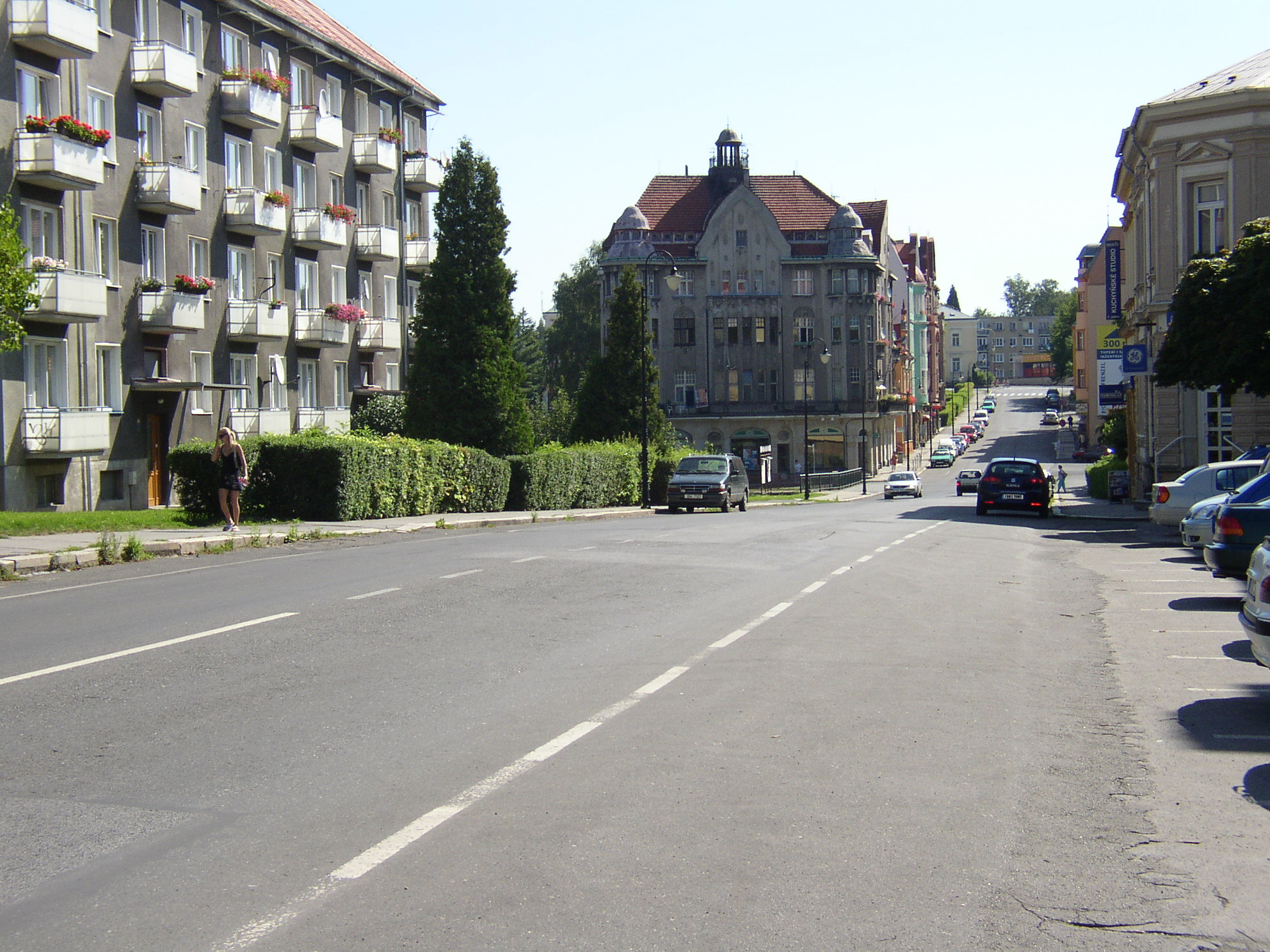
Varnsdorf

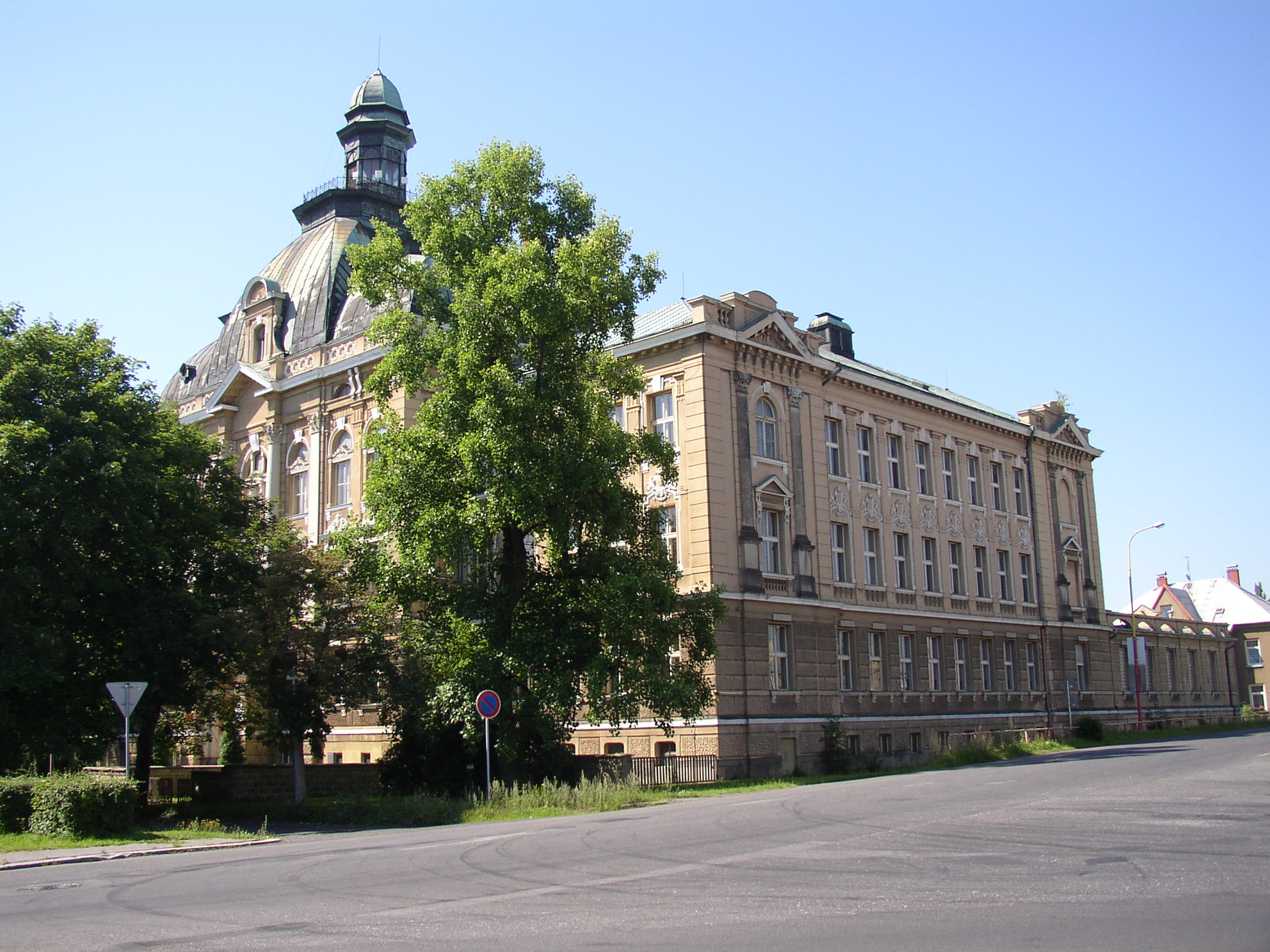
Gymnasium i Varnsdorf

Varnsdorf (tyska: Warnsdorf) är en stad i distriktet Děčín, Tjeckien, belägen precis vid gränsen mellan Tyskland och Tjeckien. På andra sidan gränsen åt norr ligger byn Seifhennersdorf och i öst Großschönau. Per den 1 januari 2016 hade staden 15 611 invånare.

## Geografi
Varnsdorf är beläget på tjeckiska sidan av den tysk-tjeckiska gränsen. På andra sidan gränsen åt norr ligger byn Seifhennersdorf och i öst Großschönau. Großschönau och Varnsdorf hör ihop och är delvis samma by, uppdelad i två länder och namn - Varnsdorf och Großschönau. Gränsen består av ett övergångsställe och diverse skyltar. Det finns även en bilbom.
Staden Varnsdorf är en kommun som tillhör regionen Ústí nad Labem, namngiven efter staden Ústí nad Labem som ligger nära Varnsdorf. Kommunen Varnsdorf tillhör också distriktet Děčín.
Småbyn Studánka väst om staden hör också till Varnsdorfs kommun. 
Den 40,9 kilometer långa floden rinner igenom delar av Varnsdorf. Floden kommer ner ifrån tjeckiska Rumburk och tyska Seifhennersdorf för att sedan fortsätta emot Großschönau.

## Historia
Varnsdorfs historia handlar om historiska händelser relaterade till staden Varnsdorf i Tjeckien.

### Ortshistoria
Varnsdorf grundades förmodligen på tidigt 1300-tal. Tidigaste kända skrift om Varnsdorf har noterats vara från 1357. Efter att Varnsdorf slagits samman med fem olika byar blev Varnsdorf 1849 den största byn i det forna österrikiska imperiet. Invånarna i denna by var cirka 10 000 till antalet. Byn blev officiellt en stad 1868. De två senaste århundradena blev staden känd för sin framgångsrika och snabbt utvecklande textilindustri. Då var även ingenjörskonst, matindustrier och så vidare mycket viktiga för samhället. 
Varnsdorf hade stor tur under andra världskriget då staden varken anfölls eller bombades.
1992 genomfördes en stor renovering och förnyelse av stadens centrum.

#### Brand
1942 uppstår en mycket stor brand i stadens centrum. Många gamla byggnader och landmärken förstörs och centrum brinner ned till botten. Kyrkor skadades men inte allvarligt, och kunde senare repareras medan många andra byggnader revs och byggdes om helt och hållet. Brandens orsak är ännu inte känd.

### Kulturhistoria
Höjdpunkterna för Varnsdorfs kulturhistoriska bit är främst av allt den första någonsin kompletta uppträdandet av Beethovens Missa Solemnis. Sorbiska kompositören Bjanart Krawcec och hans dotter, artisten Hanka Krawcec var i Varnsdorf efter Andra världskriget. De båda är begravda på en kyrkogård i staden. De rika musiktraditionerna lever fortfarande. En festival med namnet "Varnsdorf Music Summer" pågår varje sommar i Varnsdorf.
Judiske poeten Peter Kien föddes i staden 1919.

### Transporthistoria
1839 öppnas en ny väg till Rumburk via Studánka och slutligen Dolní Podluží. Precis 20 år senare är järnvägen emellan Zittau och Liberec klar, vilken passerar Varnsdorf. 

## Sport
Den största sportklubben i Varnsdorf är TJ Slovan Varnsdorf, som har 870 medlemmar. Klubben finns representerad i en mängd olika sporter men störst intresse finns för basket, tennis, volleyboll, skidåkning och wrestling. Staden fotbollsklubb heter SK Slovan Varnsdorf och har omkring 200 medlemmar. Ishockeyklubben TJ HC Varnsdorf har cirka 110 st. 
Det finns även en klättringsklubb och en paintballklubb.
En av Varnsdorfs stora sportpersoner är backhopparen Martin Cikl. Trots att inga framstående backhopparanläggningar finns i Varnsdorf har Cikl, som sedan en tid tillbaka tränar och tävlar, i och för klubben Dukla i Liberec tagit sig in i absoluta världseliten.

## Kultur
Varnsdorf har historiskt, för sin storlek, ett rikt kulturliv, som delvis består även idag. Městské divadlo, den kommunala teatern där flera kulturrelaterade händelser sker varje månad har en viktig position. Byggnaden innehåller även ett stort galleri. Antalet uppträdanden på scenen är respektabelt. Bara 1999 tog 99 tillställningar plats här och de sågs av 22 894 tittare, alltså betydligt fler än Varnsdorfs invånare. Ett annat liknande kulturhus heter Kinoklub Cinema, och har också en vviktig position i Varnsdorfs kultur. 
The Students’ Centre, tidigare Střelnice Club har en unik position bland Varnsdorf unga och i skolorna. 1998/99 presenterades 488 tillställningar för ungdomar och 212 för vuxna. Samma år besökte 27 350 personer klubben.
Varnsdorf har även ett bibliotek, som trots moderniteten som kommit de senaste decennierna fortsatt överlever. Det kommunala museet har också en betydelse full del i Varnsdorfs kultur. Musset har flera olika klubbar och delar anpassade för olika åldrar och intressen. Danshuset och klubben "Lidová zahrada" har nyligen rekonstruerats.
De mest populära återkommande tillställningarna i staden är Concert Series, Varnsdorf Musical Summer, 'Shrovetide Carnival och Folk Holiday.

## Religion

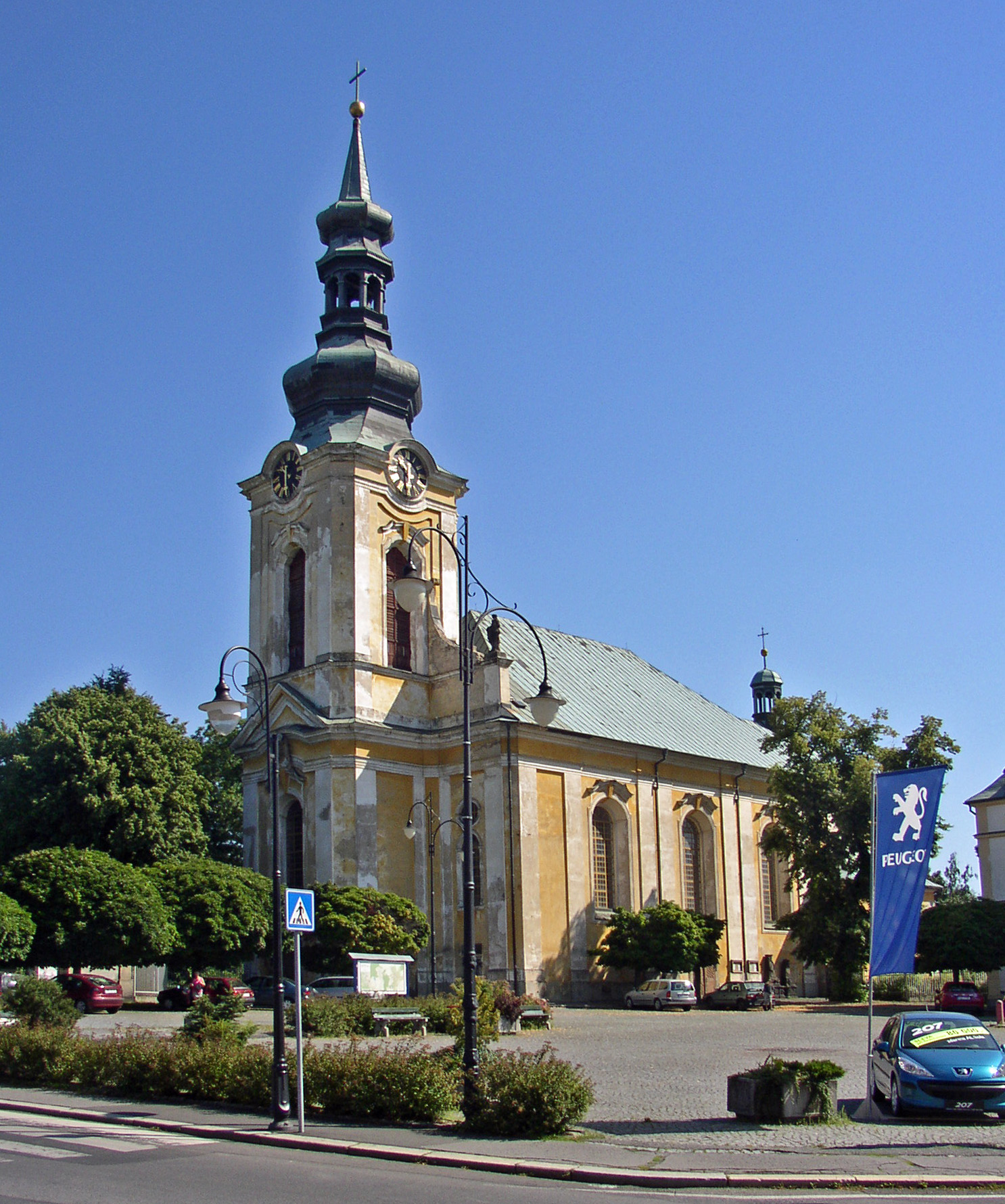
Kostel sv. Petra a Pavla

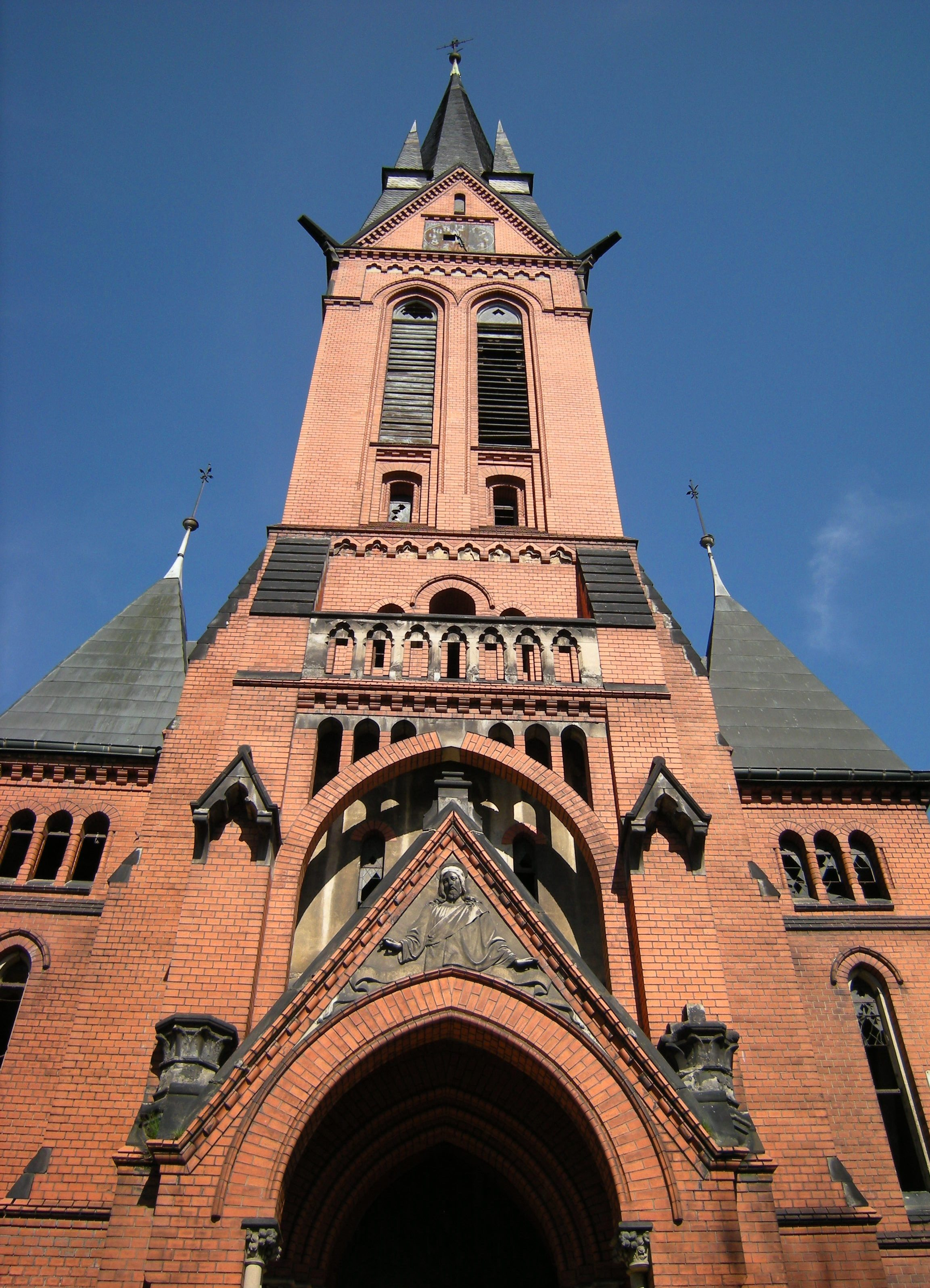
Den så kallade röda kyrkan, Červený kostel

I Varnsdorf bor cirka 2 500 vietnamesiska buddhister. I Varsdorf ligger nämligen det första och enda buddhistiska templet i Tjeckien.

## Arkitektur
Den traditionella arkitekturen består hus byggda av trä och sten. Många sådana hus, tidigt byggda står fortfarande kvar i utkanterna av staden. De centrala delarna har renoverats många gånger, senaste stora renoveringen 1992, då många byggnader renoverades eller byttes ut. 

## Kyrkor
- Kostel sv. Petra a Pavla, Katedralen är Varnsdorfs äldsta kyrka. Den byggdes på samma plats som en kyrka ifrån 1300-talet som revs. Denna nya kyrka stod klar 1776. 1908 tillverkades en ny kyrkklocka, som utbyte mot den gamla som skadats i en åskstorm året innan.
- Kostel sv. Karla Boromejského är en annan kyrka i Varnsdorf. Kyrkan fick sin nuvarande form 1912 och har sedan dess varit i bruk.
- Starokatolický kostel, den gamla katolska kyrkan vid gatan Tyrš byggdes 1875. Kyrkans stora klocka är en gåva ifrån Raimund Artel.
- Červený kostel, även kallad "röda kyrkan". Kyrkan slutfördes 1905 och ligger på gatan T. G. Masaryk. För närvarande är kyrkan övergiven och används ej.
- Kostel sv. Františka z Assisi, denna katedral är synlig ifrån långt och håll och står avlägsen ifrån stadens centrum. Byggdes 1872.

## Industri
Textilindustrin har mycket länge varit viktig i Varnsdorf, och egentligen för hela norra Tjeckien. Staden blev stad, stor och känd utanför lokalområdet på grund av sin textilindustri. Numera har den delvis konkurrerats ut även om den fortfarande har ett visst värde och betydelse. Varnsdorf är numera heller ingen större industristad jämfört med några övriga städer i norra Tjeckien. 
TOS Varnsdorf är det ledande verktygsföretaget som också driver sin fabrik utanför Varnsdorf.

## Personer födda i Varnsdorf
- 1757 - Joseph Schubert, kompositör
- 1816 - Vincenc Pilz, arkitekt
- 1919 - Peter Kien, poet
- 1987 - Martin Cikl, backhoppare